# Accel Partners
Accel Partners est une société de capital-risque et croissance. Accel finance les entreprises depuis leur création et pendant leur stade de croissance. La société gère plus de 8,8 milliards de dollars provenant des bureaux à Palo Alto, en Californie, New York, Londres, l'Inde et la Chine (à travers un partenariat avec International Data Group (IDG-Accel)).